# 米特里達梯二世 (安息帝國)
米特里達梯二世，（羅馬化：Mihrdāt），或譯寫成米特拉達梯二世（Mithradates II）或梅赫達德二世（Mihrdad II），是安息帝國的萬王之王，在位于公元前124年至前91年。他被認為是該王朝有史以來最偉大的統治者之一，被後人尊稱為米特里達梯大帝。
在其前任安息君主阿爾達班一世突然去世后，米特里达梯二世加冕为国王，但他所继承的帝國卻在东、西部邊境面臨军事压力下，國力日渐衰落。他藉由取得查拉塞尼王國效忠、降伏叛乱的埃利邁斯王國、擊敗長期襲擾巴比伦尼亚地區的阿拉伯人等措施，迅速稳定了帝國在美索不达米亚的局势。米特里达梯二世是第一位将安息帝国的疆域扩展到高加索地区的統治者，該區域的亞美尼亞王國、伊比利亞王國、可能还有高加索阿尔巴尼亚王国都成为了帝國的附庸国。在东方，之前肆掠巴克特里亚並擊殺安息前任國王的游牧部落被米特里达梯二世所擊敗，他還收復塞迦斯坦行省，并把該地轉封給蘇倫家族作為封地。公元前114或113年，他从塞琉古王国手中夺取了大叙利亚地區要地杜拉-歐羅普斯。公元前95年，美索不达米亚北部的阿迪亞貝尼王國、戈爾蒂耶尼王国和奧斯若恩王國皆承认了安息帝國的宗主權。在米特里达梯二世的统治下，鼎盛时期的安息帝国疆域从叙利亚和高加索延伸到中亚和印度。他的安息帝國也與当时正在崛起的罗马共和国、以及東方的汉帝国首次建立了外交关系。
作为古波斯阿契美尼德帝國傳統文化的拥护者，米特里达梯二世强调了安息阿爾薩息王室與阿契美尼德帝国之間的關聯。 他是第一位常規化使用“万王之王”称号的安息君主。在安息錢幣上与前幾任安息統治者的所戴的希腊化式王權頭帶不同，米特里达梯的錢幣正面肖像國王頭戴伊朗風格的箍冠。在錢幣背面上，他取代了希臘風格的翁法洛斯石座圖像，改用起源於阿契美尼德王朝的高背王座。

## 身世

### 名字含意
「米特里達梯」是伊朗語名字「Mihrdāt」的希臘化版本，而名字含意為「古伊朗太陽神米特拉神的恩賜」，由古伊朗語的「Miθra-dāta-」演化而成。米特拉神在祆教中屬於重要角色，是古波斯君權神授象徵卡瓦勒那赫（王權聖光）的守護者。米特拉神在阿契美尼德王朝晚期有著很重要的地位，且在希臘化時代塞琉古帝國時期繼續壯大，與希臘神話的阿波罗神、赫利俄斯神或巴比倫神祇的纳布神有所連結。米特拉神在安息帝國治下地位達到頂峰，現代歷史學家馬雷克·揚·奧爾布里希特（Marek Jan Olbrycht）認為「這似乎希臘化時代祆教與非本土信仰傳播鬥爭的結果」。

### 疑雲
米特里達梯二世的父親是誰不是很確定，傳統學術界根據二世紀羅馬歷史學家查士丁的說法，米特里達梯二世是前任君王阿爾達班一世之子，阿爾達班因與東北方遊牧民族作戰陣亡，王位傳為給米特里達梯。然而從一份前119年的楔形文字泥板卻顯示米特里達梯二世如此記載：「那些庫提人殺了我的兄弟阿爾達班，我發起軍隊來抵抗他們，並在那與他們戰鬥，我讓他們橫屍遍野，僅剩兩名逃脫。」，因此米特里達梯二世身世產生兩種說法。
- 阿爾達班一世之子：學者馬雷克·揚·奧爾布里希特（Marek Jan Olbrycht）於2010年的論點，認為米特里達梯二世是阿爾達班一世的兒子。他認為弗里阿帕提烏斯逝世時為前176年，因此當米特里達梯二世繼位時應該是中年人[8]。依據奧爾布里希特的說法，他認為「雖然這並非不可能，但從歷史上看，這種情況不太可能發生（指另一個推論），因為米特里達梯二世的王位自然競爭者應該是弗拉特斯二世和米特里達梯一世的兒子[8]」。與身為弗里阿帕提烏斯之子的弗拉特斯二世、米特里達梯一世那樣不同，米特里達梯二世並沒有使用「父為神者」（Theopatoros）這個崇拜稱號[8][9]，且楔形泥板記載名為阿爾達班的王室成員，他可能僅是一位陣亡於戰場上的將軍而不是安息君王[8]。

- 弗里阿帕提烏斯之子：根據學者維斯塔·薩克霍什·柯提斯依據前119年楔形泥板於2019年提出的論點[7]，認為米特里達梯二世是弗里阿帕提烏斯（Priapatius或Friapatak）之子。這個論點也受到另一個證據支持，一份出土於前91/90年尼薩遺址的陶片陶文，顯示一位安息君主，他可能是米特里達梯二世之子古達爾茲一世，說是「阿爾沙克王，他是弗里阿帕提烏斯（Friapatak）之孫，〔弗里阿帕提烏斯〕是阿爾沙克一世之侄。[7]」

## 即位

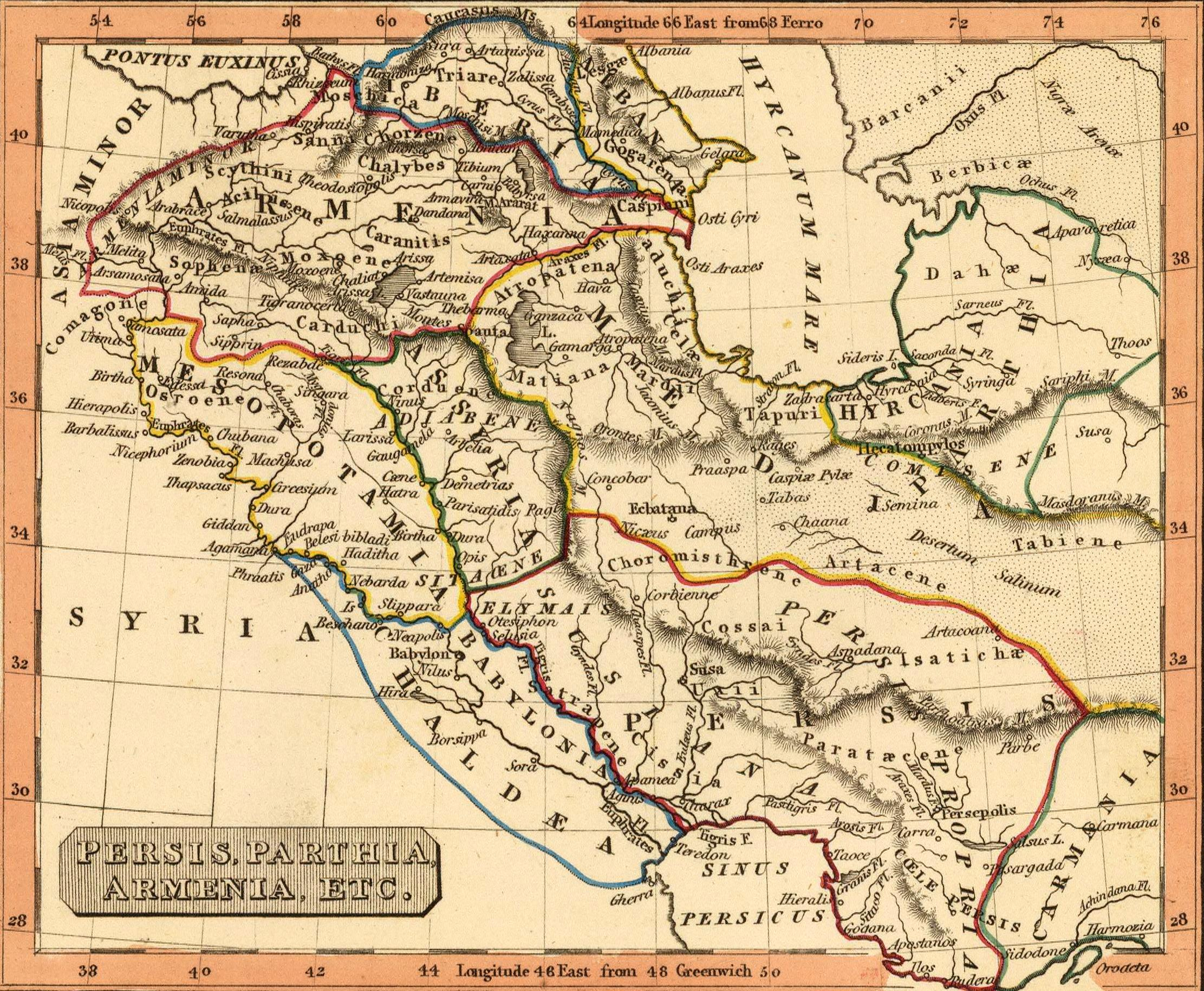
希臘化時代近東地區形勢，由約瑟夫·托馬斯（Joseph Thomas）1835年所繪。

在米特里達梯二世登基之時，安息帝國邊境正受到西方和東方的軍事壓力。因東方遊牧民族侵襲而數次慘敗，削弱了帝國的力量和威望。米特里達梯二世繼位後很快得到查拉塞尼王國統治者希斯鮑西尼斯的效忠，希斯鮑西尼斯他原先與安息帝國敵對，甚至在前127年一度攻佔了巴比倫.。作為友好，希斯鮑西尼斯歸還敵對時期掠奪來的木製王座，送給柏爾神廟作為貢於帝國的禮物。米特里達梯二世再把目光轉向了叛變自立的埃利邁斯王國，埃利邁斯原本臣屬於帝國，在阿爾達班一世逝世時其國王匹地（Pittit）叛變自立。米特里達梯二世入侵埃利邁斯並攻占了都城蘇薩，接著米特里達梯二世率軍在最終戰役中對決埃利邁斯國王匹地，擊敗了他並征服了整個埃利邁斯王國。大約在同一時間，查拉塞尼王國國王希斯鮑西尼斯去世，安息帝國任命將軍辛達特斯（Sindates）為查拉塞尼總督。
米特里達梯二世是安息帝國首位將疆域擴展到高加索地區的君主，他注意到亞美尼亞王國地處於小亞細亞、高加索山區和伊朗高原之間的戰略位置。約前120年左右，米特里達梯二世入侵亞美尼亞，並迫使其國王阿爾塔瓦茲德一世承認安息帝國的宗主權。阿爾塔瓦茲德一世被迫將王室成員提格蘭送往安息作為人質，提格蘭可能是阿爾塔瓦茲德的兒子或是侄子。直到帝國滅亡，控制整個亞美尼亞一直是安息帝國最重要的戰略目標之一，而其他高加索地區弱小的諸國，如伊比利亞王國和高加索阿爾巴尼亞王國很可能也成為了帝國的附庸國。帝國也對伊比利亞、亞美尼亞和高加索阿爾巴尼亞等王國產生很大的影響，安息帝國大量的錢幣流入這些小國。根據巴比倫文獻記載，巴比倫尼亞地區經常遭受到阿拉伯人劫掠，這大大激怒了米特里達梯二世。前119年春，一支安息軍隊擊敗了阿拉伯人，使他們在一段時間之內都無力發起新一波劫掠。目前尚不清楚這支軍隊是由米特里達梯二世親自率領還是某一位安息將軍領導，隨後安息的大軍前往米底亞地區集結，似乎是為了展開對東方游牧民族的遠征而準備。
安息帝國同樣對敘利亞地區感有興趣，自從安息弗拉特斯二世在前129年擊敗塞琉古巴西琉斯安條克七世之後，對該地區開始索取宣稱。塞琉古王國此時十分衰弱，國家陷入無止盡的內亂和權力鬥爭之中，並與納巴泰人、猶太人、國內各地本土豪強、甚至敘利亞和腓尼基的希臘城邦一同爭權奪勢。前114/113年米特里達梯二世趁機奪取塞琉古重要的邊境城市幼發拉底河畔杜拉歐羅普斯。

## 征服

### 東征
根據查士丁的記載，米特里達梯二世對「父母或祖先」（ultor iniuriae parentum）之死報了仇，意味著他與那些曾經殺了阿爾達班一世和弗拉特斯二世的吐火羅人交戰，並擊敗他們。米特里達梯二世也從斯基泰人手中收復了巴克特里亞的西部。而從安息錢幣和零星的記載暗示米特里達梯二世曾經統治巴克特拉、卡姆佩爾丘和帖爾米茲，這意味著他收復了同名前任君主米特里達梯一世所征服的土地。對安息帝國來說，控制包括阿摩勒在內的阿姆河中游地區至關重要，這樣他們才能阻止來自河中地區，尤其是粟特的游牧民族的入侵。安息錢幣在巴克特里亞西部和阿姆河中游一帶繼續製造，直到古達爾茲二世統治時期才中止。
遊牧民族的入侵深入到安息帝國東部德蘭吉亞那行省，這些遊牧民族很可能在帝國東北方先後受到阿爾達班一世和米特里達梯二世的軍事壓力，進而轉往南方遷移至此地，強大的塞迦人在這裡開始定居並統治該地，因此後來該地區更名為塞迦斯坦，即「塞迦人的土地」之意。前124年至115年之間某一時間，米特里達梯二世派遣一位出身蘇倫家族的將軍，率領著一支軍隊重新征服該地區，隨著塞迦斯坦重新併入安息帝國後，米特里達梯二世將該區域分封給這位將軍作為采邑。在米特里達梯二世將統治時期，帝國東邊疆域遠達阿拉霍西亞地區。

### 西討
亞美尼亞王室成員提格蘭一直留在安息帝國宮廷中作為人質，直到前96/95年左右，米特里達梯二世放他回國，並任命他為亞美尼亞國王，是為提格蘭二世。提格蘭二世將卡斯皮恩地區一片被稱為「七十豁谷」的地方割讓給米特里達梯二世，這可能是獲取王位的交換承諾，也可能是米特里達梯二世所要求的。提格蘭二世的女兒阿莉亞札特也嫁給米特里達梯二世之子為妻，現代歷史學者愛德華·丹布羅瓦認為這件事發生在提格蘭二世即位前不久，作為效忠帝國的保證。提格蘭二世一直維持安息帝國的附庸，直到前80年代末為止。前95年以後數年，米特里達梯二世進攻了阿迪亞貝尼王國、戈爾蒂耶尼王國、奧斯若恩王國，收服了這些小邦國，把帝國西部邊界推進到幼發拉底河，首度與羅馬共和國邊界接鄰。

## 對外接觸
在先前，隨著羅馬人的力量和影響力不斷增強，安息帝國尋求與羅馬共和國建立友好關係，並希望達成兩國相互尊重的和平協議。前96年時，米特里達梯二世派遣他的一名官員奧羅巴祖斯作為使節，前往會見羅馬高層領導人之一的蘇拉。但在協商談判中，蘇拉顯然佔了上風，這使得帝國代表奧羅巴祖斯淪為哀求方，加上會談座位上米特里達梯二世不滿意這種排序，這導致奧羅巴祖斯後來被處死。

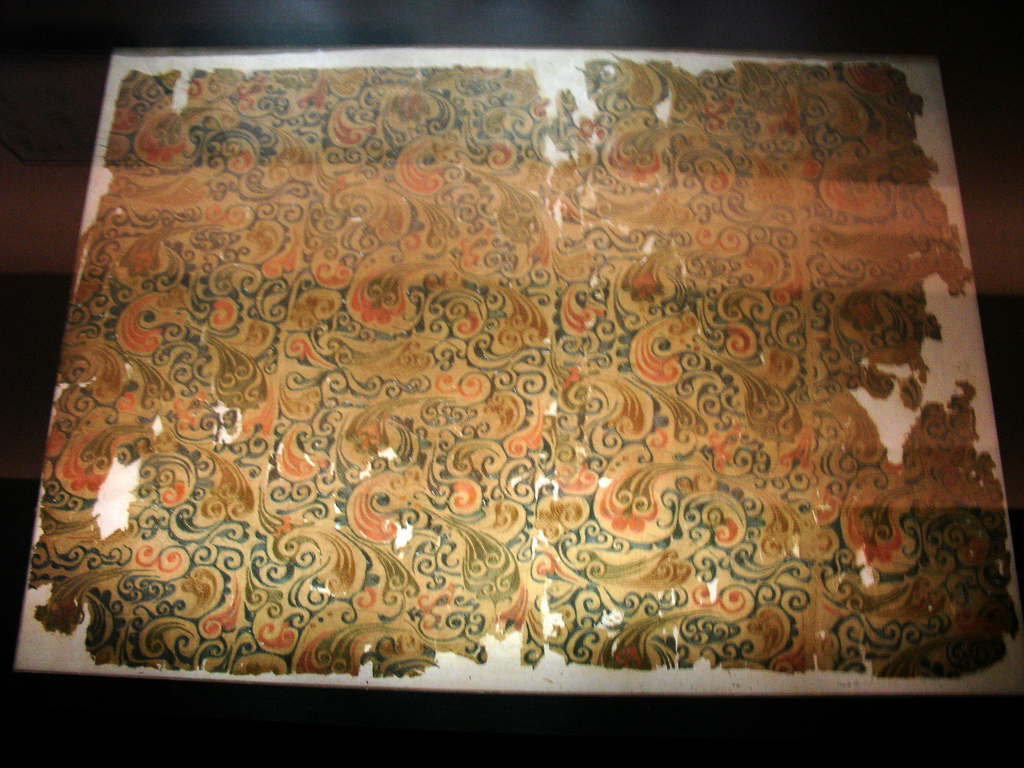
西元二世紀，出土自漢朝馬王堆的中國絲綢，安息帝國在絲綢之路貿易的交易品中，中國產的絲綢可能是最賺錢的奢侈品。

### 與漢朝接觸
漢朝漢武帝為了擊敗北方遊牧民族匈奴，派遣使節張騫遠去巴克特里亞聯絡遷徙的大月支，首開東西交流的絲路。當張騫從中亞回到長安，向皇帝介紹了安息帝國，張騫這樣描述米特里達梯二世統治下的狀況，顯示帝國的強大和富饒：
隨著中國擊敗了北方的遊牧民族匈奴，大舉向西擴張並發動了漢攻大宛之戰，當漢人來到費爾幹納地區，進入了安息帝國的影響力範圍，雙方衍生更多交流。漢朝曾派使團前往安息帝國宮廷，漢使受到當時安息的熱烈歡迎，安息亦派使者前去中國晉見漢武帝。

## 錢幣及帝國意識形態

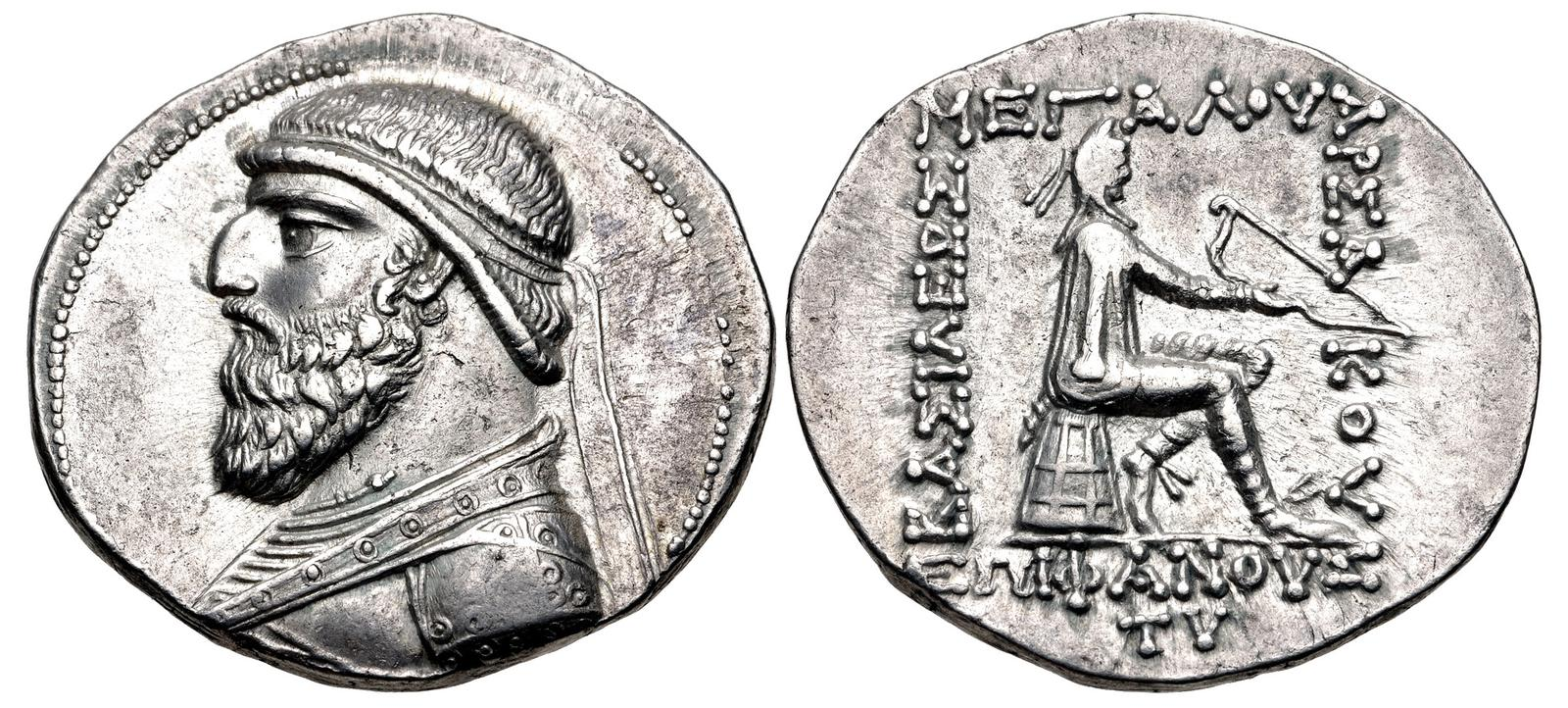
米特里達梯二世的四德拉克馬錢幣，制於塞琉西亞錢幣廠

自前2世紀初開始，安息帝國就在王朝的意識形態宣傳之中，植入明顯地象徵，來強調其與古代阿契美尼德帝國遺產的聯繫，在這些象徵之中也包括一些杜撰的宣傳案例，如第一位安息統治者阿爾沙克一世（統治時期前247年至217年）宣傳是阿契美尼德王朝萬王之王阿爾塔薛西斯二世（統治時期前404年至358年）的後裔。阿契美尼德王朝頭銜也被阿爾薩息王朝所採用，其中包括米特里達梯一世（前171年-前132年）的「萬王之王」稱號。然而事實上，米特里達梯一世很少使用這個頭銜，而它第一次出現在米特里達梯二世統治時期是大約在前109/8年左右，在這之後該頭銜才成為一種常規的稱呼使用。新頭銜不僅出現在錢幣和雕刻上，被寫為希臘文「BAΣIΛEΥΣ BAΣIΛEΩN」，該頭銜也出現在巴比倫人的文獻中，為「šar šarrāni」。相比他的前任安息君主，米特里達梯二世對於阿契美尼德王朝遺產的繼承人和守護者之表現更加堅定。

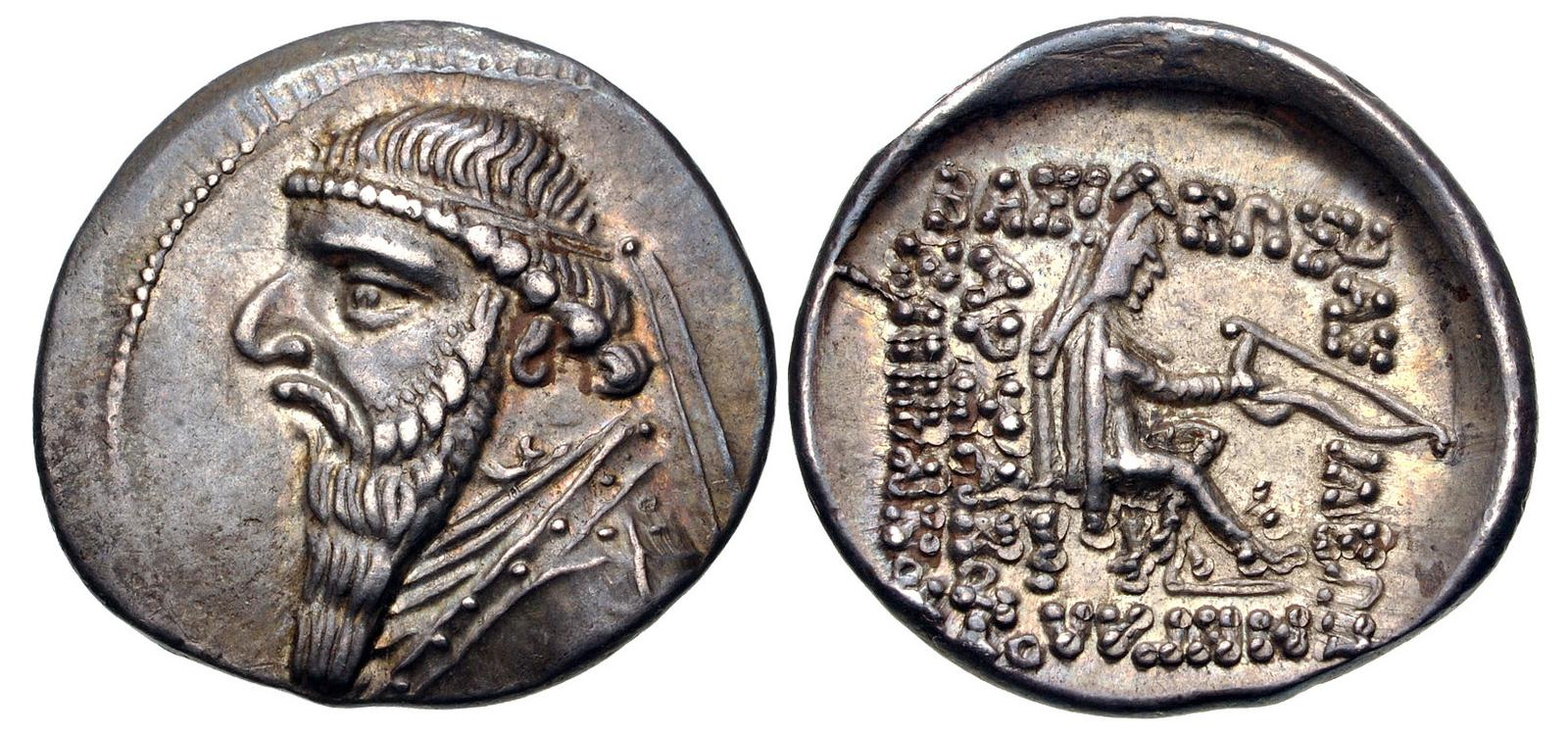
米特里達梯二世的古代德拉克馬錢幣中，頭戴希臘式王權頭帶

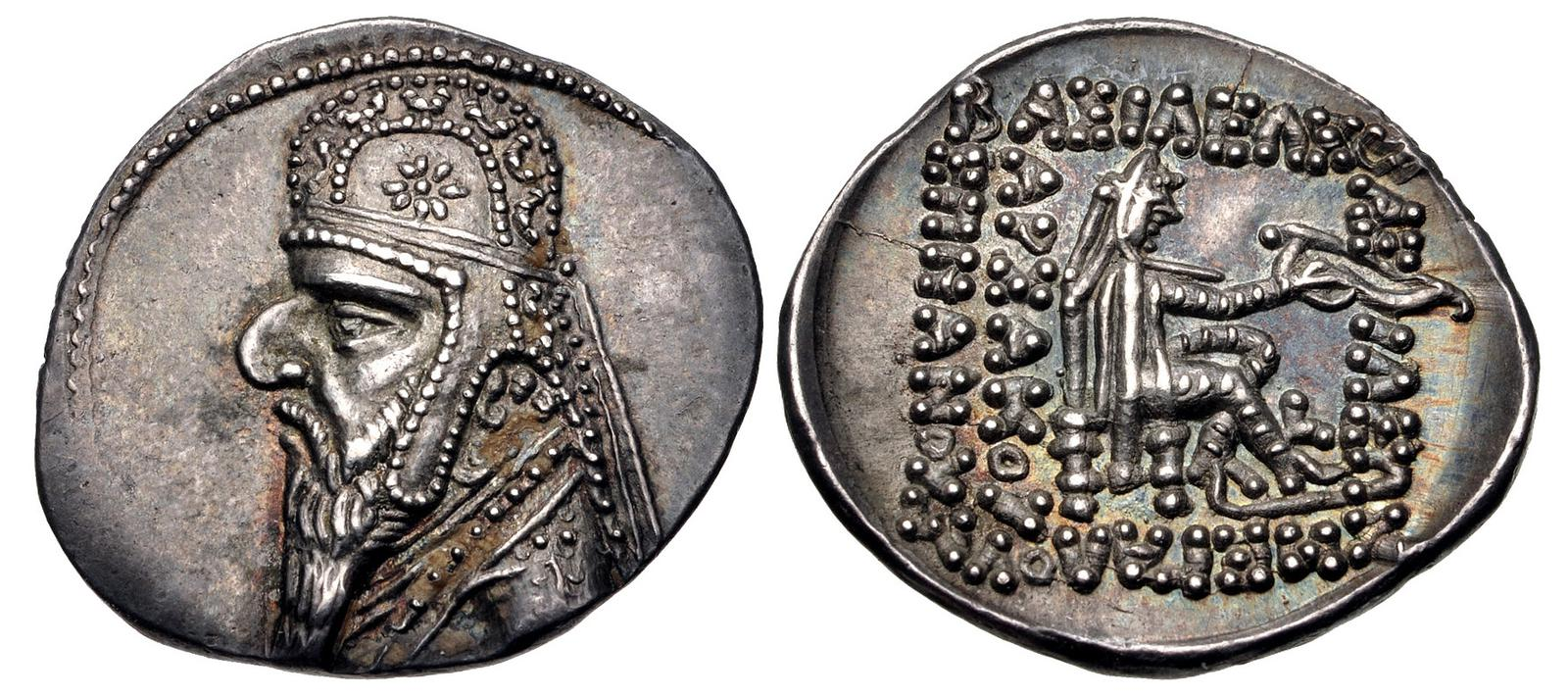
米特里達梯二世的德拉克馬錢幣中，頭戴米底亞 (地區)式王權高帽（tiara），該幣約於前96-前92年間制於拉格斯錢幣廠

米特里達梯二世曾在統治初期時，短暫使用過希臘式的王室崇拜稱號「Soter」，即「救主」之義，該頭銜出現在埃克巴坦那和拉格斯制幣廠所生產的錢幣上。他使用這個頭銜的原因尚不清楚，學者格雷內（Grenet）在2006年認為，從伊朗人的角度來看Soter可以被視為密特拉神的稱號，因密特拉在瑣羅亞斯德教中作為救世主的角色有關。然而，另一位學者奧爾布呂希特（Olbrycht）在2010年提出另一觀點，認為米特里達梯二世採用這個頭銜是因為他戰勝了北方的遊牧民族。

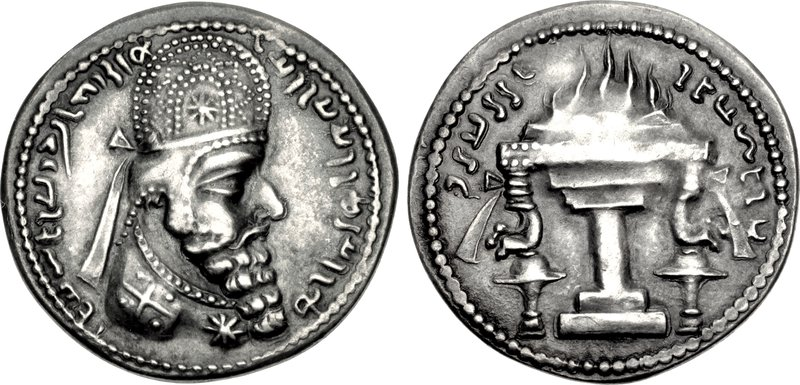
薩珊王朝阿爾達希爾一世的錢幣上，頭戴與米特里達梯二世相似的王權高帽（tiara）

早期安息帝國的錢幣正面上，其君主的形象是頭戴著一種被稱為巴什里克帽的平顶軟帽，這種帽子曾出現在阿契美尼德王朝的總督形象上。從米特里達梯一世起阿爾薩息王朝的君主們就開始使用希臘化的王權頭帶，起初米特里達梯二世統治早期也使用這種王權頭帶，直到後來他開始使用鑲有寶石的王權高帽（tiara或kolah）。這頂王權高帽起源於米底亞地區，而米底亞是伊朗中部一個地區，與帕提亞地區相鄰，在米特里達梯二世時期是安息帝國組成的重要部分。在之前阿契美尼德時代之米底人高級軍官就戴著這種高高的圓頂頭飾，該帽屬於米底人傳統民族服飾。
根據羅馬歷史學家查士丁的記載，帕提亞語與米底語有許多共同之處，帕提亞人讚賞米底人的風俗，似乎藉由傳承米底亞風俗來繼承阿契美尼德王朝的文化遺產。許多安息帝國的統治者們也都曾戴過米底亞式的王權高帽，尤其是在安息帝國晚期之時，這種王權高帽後來也被安息帝國的屬國君主使用，例如波西斯諸王，而薩珊帝國的建立者阿爾達希爾一世（統治時期 224–242 AD）也曾使用過這種王冕。另外米特拉達梯二世在其錢幣的正面與阿爾達班一世一樣描繪成伊朗騎士，身著帕提亞長褲套裝。
在米特里達梯二世統治時期，他的錢幣背面圖形也發生重大改變，自從阿爾薩息王朝開始錢幣背面通常是雕塑著一位頭戴巴什里克帽的弓箭手坐姿，該形象與阿契美尼德時期總督達塔美斯（卒於前362年）的錢幣設計很像。弓箭手一開始坐在一種摺疊凳「蒂夫羅斯凳」上，而後米特里達梯二世把它改成坐在翁法洛斯石上，如米特里達梯二世在塞琉西亞、蘇薩打製的四德拉克馬錢幣以及他早期在伊朗中部和馬爾吉亞納（Margiana）梅爾夫所生產的錢幣，都是相同的設計。然而在埃克巴坦那和拉格斯制幣廠所生產的錢幣，其弓箭手背後的衣服增長了布料，使其垂落如尾巴一般。在前117-前111年錢幣上的翁法洛斯石被高背王座所取代，該王座最初在阿契美尼德時代所使用，而弓箭手背後的長尾式布料也被取消。在錢幣描繪軍事征戰的形象中，米特里達梯二世錢幣背面就會刻上一匹戰馬或一種稱為戈里托斯袋的箭箙弓袋。

## 逝世與繼任者
從米特里達梯二世晚期統治最後幾年開始，是歷史學界中稱之為「帕提亞黑暗時代」，這段時期從從米特里達梯二世去世或最後幾年開始起算延續三十餘年，之所以稱之為「黑暗時代」，是因為除了幾項明確的事件年份或順序外，這段時期幾乎缺乏相關的帝國統治記錄，甚至還有部分君主統治年份記錄相互重疊。直到大約前57年奧羅德斯二世繼位開始，安息帝國的統治譜系才得以有效追溯確定。從帝國的錢幣、當時的浮雕和巴比倫天文日誌都把古達爾茲一世視為米特里達梯二世之子與繼承者，在米特里達梯二世於前91年逝世後，古達爾茲一世在巴比倫被擁立為帝國統治者。

### 貝希斯敦山浮雕

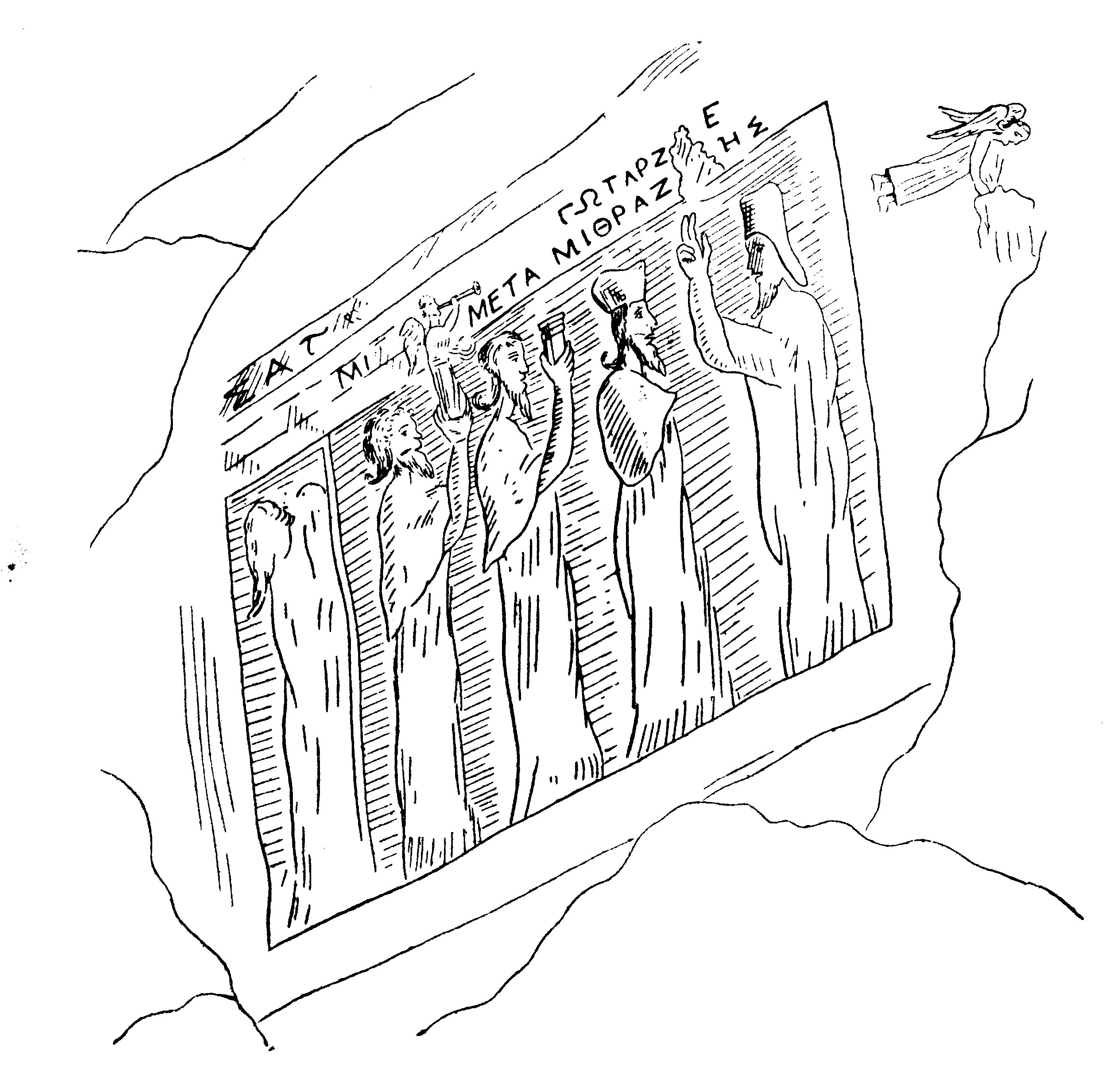
貝希斯敦山上米特里達梯二世和四位顯貴的岩石浮雕草圖

根據伊朗西部貝希斯敦山上一座受損嚴重的岩石浮雕，雕塑了四位顯貴人物向第五位人物致敬行禮的場景，這被認為是米特里達梯二世所建造。這座浮雕及其希臘文銘文已經嚴重受損，德國考古學家恩斯特·赫斯菲爾德（卒於1948年）對其進行了部分重建，顯示古達爾茲曾在其父親統治時擔任「眾總督之總督」，其銘文內容如下：
"科法薩特斯（Kophasates）、米特里達梯、[...]眾總督之總督古達爾茲以及大王米特里達梯二世"
學者M·拉希姆·沙耶甘在2011年提出與其他學者相反的觀點，認為這座岩石浮雕並非建於米特里達梯二世時期，而是建於其子兼王位繼承者古達爾茲一世（Gotarzes）統治時期，或許是為了表達他古達爾茲本人及其官員在米特里達梯二世統治時期就具有顯赫地位，來強調其統治的合法性。學者沙耶甘他認為浮雕第一位人物是帝國總督科法薩德 (Kofzad)，第二位人物是帝國將軍米特拉圖 (Mitratu)，他在古達爾茲一世期間晉升到顯赫的地位，第三位人物是古達爾茲的兒子兼繼承人奧羅德斯，第四位就是古達爾茲本人，他在父親手下擔任「眾總督之總督」。

## 評價

在米特里達梯二世統治下的安息帝國地圖

古代和現代歷史學家對於米特里達梯二世統治時期給予了正面评价，他們認為他是安息帝國最偉大、最成功的君主之一。 羅馬歷史學家查士丁對他有以下評價：
他（阿爾達班一世）的兒子米特里達梯繼承了他的王位，米特里達梯因其成就而獲得了“大帝”的稱號；因為他心中燃起效仿祖先功績的渴望，他強大的心靈力量使他能夠超越祖先的名聲。他英勇地與鄰國進行了多次戰爭，為帕提亞王國吞併了許多省份。他也多次與斯基泰人作戰，並取得了勝利，為他的祖先所遭受的傷害報了仇。——查士丁，《〈腓利史〉概要》XLI, 2，
現代學者維斯塔·薩克霍什·柯提斯同樣也認為米特里達梯二世是位強大的統治者，學者瑪麗亞·布羅修斯（Maria Brosius）認為米特里達梯二世時期標誌著安息帝國第三次擴張，他鞏固了帝國的統治力量。而尼古勞斯·萊奧·奧維湯姆（Nikolaus Leo Overtoom）認為米特里達梯二世的統治不僅把國家從毀滅中拯救出來，還一段時間內讓安息成為當時無可匹敵的帝國。他的統治方式和政策，成為之後三百年安息帝國重要的基本方針。

## 家族樹
| 藍色 |

| 黃色 |

| 綠色 |

|                           |                           |                           |                           | 弗里阿帕提斯 （）         |                           |  |  |                                         |                                         |                                         |                                         |                                         |                                         |  |  |                                   |                                   |                                   |                                   |                                   |                                   |  |  |  |  |  |  |  |  |  |  |  |  |  |  |  |  |  |  |
|                           |                           |                           |                           |                           |                           |  |  |                                         |                                         |                                         |                                         |                                         |                                         |  |  |                                   |                                   |                                   |                                   |                                   |                                   |  |  |  |  |  |  |  |  |  |  |  |  |  |  |  |  |  |  |
|                           |                           |                           |                           |                           |                           |  |  |                                         |                                         |                                         |                                         |                                         |                                         |  |  |                                   |                                   |                                   |                                   |                                   |                                   |  |  |  |  |  |  |  |  |  |  |  |  |  |  |  |  |  |  |
| 安息帝國國王 阿尔沙克一世 | 安息帝國國王 阿尔沙克一世 | 安息帝國國王 阿尔沙克一世 | 安息帝國國王 阿尔沙克一世 | 安息帝國國王 阿尔沙克一世 | 安息帝國國王 阿尔沙克一世 |  |  | 不明                                    | 不明                                    | 不明                                    | 不明                                    | 不明                                    | 不明                                    |  |  |                                   |                                   |                                   |                                   |                                   |                                   |  |  |  |  |  |  |  |  |  |  |  |  |  |  |  |  |  |  |
| 安息帝國國王 阿尔沙克一世 | 安息帝國國王 阿尔沙克一世 | 安息帝國國王 阿尔沙克一世 | 安息帝國國王 阿尔沙克一世 | 安息帝國國王 阿尔沙克一世 | 安息帝國國王 阿尔沙克一世 |  |  | 不明                                    | 不明                                    | 不明                                    | 不明                                    | 不明                                    | 不明                                    |  |  |                                   |                                   |                                   |                                   |                                   |                                   |  |  |  |  |  |  |  |  |  |  |  |  |  |  |  |  |  |  |
| 安息帝國國王 阿爾沙克二世 | 安息帝國國王 阿爾沙克二世 | 安息帝國國王 阿爾沙克二世 | 安息帝國國王 阿爾沙克二世 | 安息帝國國王 阿爾沙克二世 | 安息帝國國王 阿爾沙克二世 |  |  | 不明                                    | 不明                                    | 不明                                    | 不明                                    | 不明                                    | 不明                                    |  |  |                                   |                                   |                                   |                                   |                                   |                                   |  |  |  |  |  |  |  |  |  |  |  |  |  |  |  |  |  |  |
| 安息帝國國王 阿爾沙克二世 | 安息帝國國王 阿爾沙克二世 | 安息帝國國王 阿爾沙克二世 | 安息帝國國王 阿爾沙克二世 | 安息帝國國王 阿爾沙克二世 | 安息帝國國王 阿爾沙克二世 |  |  | 不明                                    | 不明                                    | 不明                                    | 不明                                    | 不明                                    | 不明                                    |  |  |                                   |                                   |                                   |                                   |                                   |                                   |  |  |  |  |  |  |  |  |  |  |  |  |  |  |  |  |  |  |
|                           |                           |                           |                           |                           |                           |  |  | 安息帝國國王 弗里阿帕 提烏斯            |                                         |                                         |                                         |                                         |                                         |  |  |                                   |                                   |                                   |                                   |                                   |                                   |  |  |  |  |  |  |  |  |  |  |  |  |  |  |  |  |  |  |
|                           |                           |                           |                           |                           |                           |  |  |                                         |                                         |                                         |                                         |                                         |                                         |  |  |                                   |                                   |                                   |                                   |                                   |                                   |  |  |  |  |  |  |  |  |  |  |  |  |  |  |  |  |  |  |
|                           |                           |                           |                           |                           |                           |  |  |                                         |                                         |                                         |                                         |                                         |                                         |  |  |                                   |                                   |                                   |                                   |                                   |                                   |  |  |  |  |  |  |  |  |  |  |  |  |  |  |  |  |  |  |
| 安息帝國國王 弗拉特斯一世 | 安息帝國國王 弗拉特斯一世 | 安息帝國國王 弗拉特斯一世 | 安息帝國國王 弗拉特斯一世 | 安息帝國國王 弗拉特斯一世 | 安息帝國國王 弗拉特斯一世 |  |  | 安息帝國 王中之王 米特里達梯 一世       | 安息帝國 王中之王 米特里達梯 一世       | 安息帝國 王中之王 米特里達梯 一世       | 安息帝國 王中之王 米特里達梯 一世       | 安息帝國 王中之王 米特里達梯 一世       | 安息帝國 王中之王 米特里達梯 一世       |  |  | 安息帝國國王 阿爾達班一世         | 安息帝國國王 阿爾達班一世         | 安息帝國國王 阿爾達班一世         | 安息帝國國王 阿爾達班一世         | 安息帝國國王 阿爾達班一世         | 安息帝國國王 阿爾達班一世         |  |  |  |  |  |  |  |  |  |  |  |  |  |  |  |  |  |  |
| 安息帝國國王 弗拉特斯一世 | 安息帝國國王 弗拉特斯一世 | 安息帝國國王 弗拉特斯一世 | 安息帝國國王 弗拉特斯一世 | 安息帝國國王 弗拉特斯一世 | 安息帝國國王 弗拉特斯一世 |  |  | 安息帝國 王中之王 米特里達梯 一世       | 安息帝國 王中之王 米特里達梯 一世       | 安息帝國 王中之王 米特里達梯 一世       | 安息帝國 王中之王 米特里達梯 一世       | 安息帝國 王中之王 米特里達梯 一世       | 安息帝國 王中之王 米特里達梯 一世       |  |  | 安息帝國國王 阿爾達班一世         | 安息帝國國王 阿爾達班一世         | 安息帝國國王 阿爾達班一世         | 安息帝國國王 阿爾達班一世         | 安息帝國國王 阿爾達班一世         | 安息帝國國王 阿爾達班一世         |  |  |  |  |  |  |  |  |  |  |  |  |  |  |  |  |  |  |
|                           |                           |                           |                           |                           |                           |  |  |                                         |                                         |                                         |                                         |                                         |                                         |  |  |                                   |                                   |                                   |                                   |                                   |                                   |  |  |  |  |  |  |  |  |  |  |  |  |  |  |  |  |  |  |
| 安息帝國公主 羅多古娜     | 安息帝國公主 羅多古娜     | 安息帝國公主 羅多古娜     | 安息帝國公主 羅多古娜     | 安息帝國公主 羅多古娜     | 安息帝國公主 羅多古娜     |  |  | 安息帝國國王 弗拉特斯二世               | 安息帝國國王 弗拉特斯二世               | 安息帝國國王 弗拉特斯二世               | 安息帝國國王 弗拉特斯二世               | 安息帝國國王 弗拉特斯二世               | 安息帝國國王 弗拉特斯二世               |  |  | 安息帝國 王中之王 米特里達梯 二世 | 安息帝國 王中之王 米特里達梯 二世 | 安息帝國 王中之王 米特里達梯 二世 | 安息帝國 王中之王 米特里達梯 二世 | 安息帝國 王中之王 米特里達梯 二世 | 安息帝國 王中之王 米特里達梯 二世 |  |  |  |  |  |  |  |  |  |  |  |  |  |  |  |  |  |  |
| 安息帝國公主 羅多古娜     | 安息帝國公主 羅多古娜     | 安息帝國公主 羅多古娜     | 安息帝國公主 羅多古娜     | 安息帝國公主 羅多古娜     | 安息帝國公主 羅多古娜     |  |  | 安息帝國國王 弗拉特斯二世               | 安息帝國國王 弗拉特斯二世               | 安息帝國國王 弗拉特斯二世               | 安息帝國國王 弗拉特斯二世               | 安息帝國國王 弗拉特斯二世               | 安息帝國國王 弗拉特斯二世               |  |  | 安息帝國 王中之王 米特里達梯 二世 | 安息帝國 王中之王 米特里達梯 二世 | 安息帝國 王中之王 米特里達梯 二世 | 安息帝國 王中之王 米特里達梯 二世 | 安息帝國 王中之王 米特里達梯 二世 | 安息帝國 王中之王 米特里達梯 二世 |  |  |  |  |  |  |  |  |  |  |  |  |  |  |  |  |  |  |
|                           |                           |                           |                           |                           |                           |  |  |                                         |                                         |                                         |                                         |                                         |                                         |  |  |                                   |                                   |                                   |                                   |                                   |                                   |  |  |  |  |  |  |  |  |  |  |  |  |  |  |  |  |  |  |
|                           |                           |                           |                           |                           |                           |  |  | 安息帝國國王 （爭位者） 米特里達梯 三世 | 安息帝國國王 （爭位者） 米特里達梯 三世 | 安息帝國國王 （爭位者） 米特里達梯 三世 | 安息帝國國王 （爭位者） 米特里達梯 三世 | 安息帝國國王 （爭位者） 米特里達梯 三世 | 安息帝國國王 （爭位者） 米特里達梯 三世 |  |  | 安息帝國國王 古达尔兹一世         | 安息帝國國王 古达尔兹一世         | 安息帝國國王 古达尔兹一世         | 安息帝國國王 古达尔兹一世         | 安息帝國國王 古达尔兹一世         | 安息帝國國王 古达尔兹一世         |  |  |  |  |  |  |  |  |  |  |  |  |  |  |  |  |  |  |
|                           |                           |                           |                           |                           |                           |  |  | 安息帝國國王 （爭位者） 米特里達梯 三世 | 安息帝國國王 （爭位者） 米特里達梯 三世 | 安息帝國國王 （爭位者） 米特里達梯 三世 | 安息帝國國王 （爭位者） 米特里達梯 三世 | 安息帝國國王 （爭位者） 米特里達梯 三世 | 安息帝國國王 （爭位者） 米特里達梯 三世 |  |  | 安息帝國國王 古达尔兹一世         | 安息帝國國王 古达尔兹一世         | 安息帝國國王 古达尔兹一世         | 安息帝國國王 古达尔兹一世         | 安息帝國國王 古达尔兹一世         | 安息帝國國王 古达尔兹一世         |  |  |  |  |  |  |  |  |  |  |  |  |  |  |  |  |  |  |
|                           |                           |                           |                           |                           |                           |  |  |                                         |                                         |                                         |                                         |                                         |                                         |  |  | 安息帝國國王 奧羅德斯一世         |                                   |                                   |                                   |                                   |                                   |  |  |  |  |  |  |  |  |  |  |  |  |  |  |  |  |  |  |

## 註腳
1. 1 2 3  Shayegan 2011，第225頁.
2. 1 2  Rezakhani 2013，第770頁.
3. ↑  Mayor 2009，第1頁.
4. ↑  Schmitt 2005.
5. ↑  Olbrycht 2016，第97, 99–100頁.
6. 1 2  Olbrycht 2016，第100頁.
7. 1 2 3 4 5  Curtis 2019，第27頁.
8. 1 2 3 4 5 6  Olbrycht 2010，第151頁.
9. ↑  Curtis 2012，第69頁.
10. ↑  Frye 1984，第212-213頁.
11. ↑  Shayegan 2011，第111, 150–151頁.
12. ↑  Shayegan 2011，第117頁.
13. ↑  Shayegan 2011，第117–118頁.
14. ↑  Shayegan 2011，第115–116頁.
15. ↑  Shayegan 2011，第116–118頁.
16. ↑  Shayegan 2011，第168頁.
17. 1 2 3 4 5 6 7 8 9 10  Olbrycht 2009，第165頁.
18. ↑  Garsoian 2005.
19. ↑  Olbrycht 2009，第170–171頁.
20. ↑  Olbrycht 2009，第171頁.
21. ↑  Olbrycht 2009，第148頁.
22. 1 2 3  Olbrycht 2009，第149頁.
23. ↑  Olbrycht 2015，第334頁.
24. ↑  Olbrycht 2010，第151–152頁.
25. 1 2  Olbrycht 2010，第152頁.
26. 1 2  Olbrycht 2010，第153頁.
27. ↑  Olbrycht 2010，第152–153頁.
28. ↑  Frye 1984，第193頁.
29. ↑  Bosworth 1997，第681–685頁.
30. 1 2  Gazerani 2015，第14頁.
31. ↑  Olbrycht 2009，第168頁.
32. 1 2  Dąbrowa 2018，第78頁.
33. ↑  Olbrycht 2009，第165, 182 (註57)頁.
34. ↑  Olbrycht 2009，第169頁.
35. ↑  Kia 2016，第55, 186頁.
36. 1 2  Dignas & Winter 2007，第12頁.
37. ↑  .   [2025-04-22]. （原始内容存档于2023-05-24）.
38. ↑  Garthwaite 2005，第78頁.
39. 1 2  Schippmann 1986，第525–536頁.
40. 1 2  Kia 2016，第186–187頁.
41. 1 2 3 4  Dąbrowa 2012，第179頁.
42. 1 2  Curtis 2019，第29頁.
43. ↑  Dąbrowa 2012，第179頁; Frye 1984，第217頁; Curtis 2019，第27頁
44. 1 2 3  Olbrycht 2009，第155頁.
45. 1 2  Olbrycht 1997，第40頁.
46. ↑  Brosius 2006，第101–102頁; Curtis 2007，第15頁
47. ↑  Sellwood 1983，第304頁.
48. 1 2 3 4 5 6 7  Curtis 2019，第28頁.
49. ↑  Curtis 2012，第68頁.
50. ↑  Curtis 2012，第68–69頁.
51. ↑  Olbrycht 2009，第151頁.
52. ↑  Shayegan 2011，第188–189頁; Sellwood 1976，第2頁; Mørkholm 1980，第33頁
53. ↑  Sellwood 1976，第2頁.
54. ↑  Assar 2006，第62頁.
55. ↑  Shayegan 2011，第197頁.
56. ↑  Shayegan 2011，第197–198頁.
57. 1 2  Shayegan 2011，第226頁.
58. ↑  Shayegan 2011，第198頁.
59. ↑  Shayegan 2011，第198–200, 226頁.
60. ↑  Shayegan 2011，第198, 225頁.
61. ↑  Olbrycht 2010，第152頁; Kia 2016，第185頁
62. ↑  查士丁, XLI.2.
63. ↑  Curtis 2007，第28頁.
64. ↑  Brosius 2006，第90頁.
65. ↑  Overtoom 2007，第274頁.

### 古代文獻
- 斯特拉波, 《地理志》
- 查士丁, 《〈腓利史〉概要》

### 現代文獻
- Assar, Gholamreza F. . Parthica (Instituti Editoriali e Poligrafici Internazionali). 2006: 55-104.
- Assar, Gholamreza F. . Electrum (Kraków). 2009, 15.
- Bickerman, Elias J. . Yarshater, Ehsan  (编). . Cambridge: Cambridge University Press. 1983: 3–20. ISBN 0-521-20092-X.
- Bivar, A.D.H. . Yarshater, Ehsan  (编). . Cambridge: Cambridge University Press. 1983: 21–99. ISBN 0-521-20092-X.
- Bivar, A. D. H. . : 135–136. 2002.
- Brosius, Maria. . London & New York: Routledge. 2006. ISBN 0-415-32089-5.
- Bosworth, Clifford Edmund. . . 9 (San–Sze) New. Leiden, and New York: Brill: 681–685. 1997. ISBN 978-90-04-08265-6.
- Curtis, Vesta Sarkhosh; Stewart, Sarah (编). . Ideas of Iran, vol. 2. London: I. B. Tauris. 2007.
- Curtis, Vesta Sarkhosh. . Curtis, Vesta Sarkhosh; Stewart, Sarah  (编).  2. London & New York: I.B. Tauris & Co Ltd., in association with the London Middle East Institute at SOAS and the British Museum. 2007: 7–25. ISBN 978-1-84511-406-0.
- Curtis, Vesta Sarkhosh. . . Computus Druck Satz & Verlag. 2012: 67–83. ISBN 9783940598134.
- Curtis, Vesta Sarkhosh. . Afarin Nameh. 2019: 25–31.
- Colledge, Malcolm A. R. . Elek. 1977: 1–200. ISBN 9780236400850.
- Dąbrowa, Edward. . Electrum. 2009, 15: 41–51.
- Dąbrowa, Edward. Rollinger, Robert; Schwinghammer, Gundula; Truschnegg, Brigitte; Schnegg, Kordula , 编. . Altertum und Gegenwart. 2010, XI: 21–52.
- Dąbrowa, Edward. . Parthica. 2013, 15: 53–62.
- Dąbrowa, Edward. . Electrum. 2018, 25: 73–83. doi:10.4467/20800909EL.18.005.8925 .
- Dąbrowa, Edward. . Daryaee, Touraj  (编). . Oxford University Press. 2012: 1–432  [2019-02-15]. ISBN 978-0-19-987575-7. （原始内容存档于2019-01-01）.
- Dignas, Beate; Winter, Engelbert. . Cambridge University Press. 2007. ISBN 978-0-521-84925-8.
- 弗赖伊, 理查德·纳尔逊. . C.H.Beck. 1984: 1–411. ISBN 9783406093975. false.
- Garthwaite, Gene Ralph. . Oxford & Carlton: Blackwell Publishing, Ltd. 2005. ISBN 1-55786-860-3.
- Garsoian, Nina. . . 2005.
- Gazerani, Saghi. . BRILL. 2015: 1–250. ISBN 9789004282964.
- Invernizzi, Antonio. . .
- Katouzian, Homa. . New Haven & London: Yale University Press. 2009. ISBN 978-0-300-12118-6.
- Kawami, Trudy S. . Potts, Daniel T.  (编). . Oxford University Press. 2013. ISBN 978-0199733309.
- Kennedy, David. . Kennedy, David L.; Braund, David  (编). . Ann Arbor: Cushing Malloy Inc., Journal of Roman Archaeology: Supplementary Series Number Eighteen. 1996: 67–90. ISBN 1-887829-18-0.
- Hansman, John F. . : 373–376. 1998.
- Kia, Mehrdad. . ABC-CLIO. 2016. ISBN 978-1610693912.
- Mathiesen, Hans Erik. . Aarhus University Press. 1992: 1–231. ISBN 9788772883113.
- Mayor, Adrienne. . Princeton University Press. 2009: 1–448. ISBN 9780691150260.
- Mørkholm, Otto. . The Numismatic Chronicle (Royal Numismatic Society). 1980, 20: 33–47. JSTOR 42667078.
- Nabel, Jake. . Schlude, Jason M.; Rubin, Benjamin B.  (编). . 2017: 25–50.
- Olbrycht, Marek Jan. . Notae Numismaticae. 1997, 2: 27–61.
- Olbrycht, Marek Jan. . Højte, Jakob Munk  (编). . Black Sea Studies 9. Aarhus University Press. 2009: 163–190. ISBN 978-8779344433. ISSN 1903-4873.
- Olbrycht, Marek Jan. . Anabasis. Studia Classica et Orientalia. 2010, 1: 144–158.
- Olbrycht, Marek Jan. . Bonn Contributions to Asian Archaeology 7. Bonn: Rheinische Friedrich-Wilhelms-Universität Bonn. 2015. doi:10.6084/m9.figshare.9746519.v1.
- Olbrycht, Marek Jan. . Anabasis. Studia Classica et Orientalia. 2016: 91–106.
- Overtoom, Nikolaus Leo. . Oxford University Press. 2020: 1–396. ISBN 0190888326.
- Pourshariati, Parvaneh. . London and New York: I.B. Tauris. 2008. ISBN 978-1-84511-645-3.
- Rezakhani, Khodadad. . Potts, Daniel T.  (编). . Oxford University Press. 2013. ISBN 978-0199733309.
- Rezakhani, Khodadad. . . Edinburgh University Press. 2017: 1–256. ISBN 9781474400305. JSTOR 10.3366/j.ctt1g04zr8.
- Schippmann, K. . : 525–536. 1986.
- Schmitt, Rüdiger. . . 2005.
- Sellwood, David. . The Journal of the Royal Asiatic Society of Great Britain and Ireland (Cambridge University Press). 1976, 1 (1): 2–25. JSTOR 25203669. S2CID 161619682. doi:10.1017/S0035869X00132988.
- Sellwood, David. . Yarshater, Ehsan  (编). . Cambridge: Cambridge University Press. 1983: 299–322. ISBN 0-521-20092-X.
- Shayegan, M. Rahim. . Cambridge University Press. 2011: 1–539. ISBN 9780521766418.
- Sinisi, Fabrizio. . Metcalf, William E.  (编). . Oxford University Press. 2012. ISBN 978-0195305746.

| 米特里達梯二世 (安息帝國) 阿爾薩息王朝逝世於：前91年 | 米特里達梯二世 (安息帝國) 阿爾薩息王朝逝世於：前91年 | 米特里達梯二世 (安息帝國) 阿爾薩息王朝逝世於：前91年 |
| ---------------------------------------------------- | ---------------------------------------------------- | ---------------------------------------------------- |
| 前任者： 阿爾達班一世                                | 安息帝國君主 前124年–前91年                          | 繼任者： 古達爾茲一世                                |